# Enipo tamarae
Enipo tamarae är en ringmaskart som först beskrevs av Annenkova 1952.  Enipo tamarae ingår i släktet Enipo och familjen Polynoidae. Inga underarter finns listade i Catalogue of Life.